# Kara Swisher

Kara Anne Swisher (née le 11 décembre 1962) est une journaliste américaine spécialisée dans le secteur des technologies et cofondatrice de Recode. Elle est devenue contributrice à la section « opinion » du New York Times en 2018. Auparavant, elle écrivait pour le Wall Street Journal, en tant que co-rédactrice en chef de All Things Digital. 

## Jeunesse
Swisher a fréquenté la Princeton Day School de 1976 à 1980. Elle a obtenu son baccalauréat en sciences en 1984 à l'école de service extérieur Edmund A. Walsh de l'université de Georgetown. Elle a d'abord écrit pour The Hoya, le journal de l’école de Georgetown, qu'elle a par la suite quitté pour écrire dans Georgetown Voice, le magazine d'actualité de l'université. En 1985, elle a obtenu une maîtrise en journalisme de l'université Columbia. 

## Carrière
Swisher a travaillé pour un journal alternatif à Washington, DC, et au Washington Post, où elle a commencé comme stagiaire et a ensuite été embauchée à plein temps. 

### Journal Wall Street
Swisher a rejoint le Wall Street Journal en 1997, travaillant depuis son bureau à San Francisco. Elle a créé et écrit Boom Town, une chronique consacrée aux entreprises, aux personnalités et à la culture de la Silicon Valley, qui est paru en première page de la section Marketplace du Wall Street Journal et en ligne. Au cours de cette période, elle a été citée comme la journaliste couvrant Internet la plus influente par le magazine Industry Standard. 
En 2003, avec son collègue Walt Mossberg, elle a lancé la conférence All Things Digital avant de l’élargir à un site de blog quotidien appelé AllThingsD.com. Swisher et Mossberg ont interviewé des personnalités de la haute technologie, telles que Bill Gates, Steve Jobs et Larry Ellison, qui sont toutes apparues sur scène sans commentaires ni diapositives. 

### Livres
Elle est l'auteure de aol.com: How Steve Case Beat Bill Gates, Nailed The Nethead and Made Millions in the War for the Web, publié par Times Business Print Books en juillet 1998. La suite, There Must Be a Pony in Here Somewhere: The AOL Time Warner Debacle and the Quest for a Digital Future, a été publiée à l’automne 2003 par Crown Business Print Books.

### Recode
Le 1er janvier 2014, Swisher et Mossberg se sont démarqués avec le site Web Recode, basé à San Francisco, en Californie. Au printemps 2014, ils ont organisé la première conférence sur le code près de Los Angeles. Le site Web a été acquis par Vox Media en mai 2015. Un mois plus tard, en juin 2015, ils ont lancé Recode Decode, un podcast hebdomadaire dans lequel Swisher interviewe des personnalités du secteur des technologies avec Stewart Butterfield en tant que premier invité. 

### New York Times
Swisher est devenue auteure à la section d'opinion du New York Times en août 2018, mettant l'accent sur la technologie. Elle a écrit sur Elon Musk, le départ de Kevin Systrom d'Instagram, Google et la censure, ainsi que sur une loi des droits américains sur Internet. Elle répond également aux questions chaque semaine lors de vidéos en direct sur Twitter. 

### Autres projets et distinctions
Swisher a également été juge du concours BigApps du maire Michael Bloomberg à New York. 
Le magazine Newsweek a déclaré que « beaucoup considèrent [Swisher] comme la plus grande journaliste de Silicon Valley ». Dans un profil intitulé « Kara Swisher est la journaliste la plus redoutée et appréciée de la Silicon Valley. Comment ça marche ? », le magazine New York a déclaré que Swisher est l’une des « principales intermédiaires en matière de production de rapports techniques" dont "la combinaison de l’accès et de la ténacité a fait d'elle [une] arbitre de premier plan dans la Silicon Valley ». 
Swisher est considérée par beaucoup comme étant une intervieweuse rustre. Elle a confié à la contributrice de Rolling Stone, Claire Hoffman, « un grand nombre de personnes que je couvre sont des bébés ». « Je les appelle toujours papier mâché ; ils faiblissent tout simplement ».
En 2016, Swisher a annoncé qu'elle envisageait de se présenter à la mairie de San Francisco en 2023. 
En janvier 2019, Swisher a déclaré aux personnes qui désapprouvaient la publicité de Gillette, après la confrontation du Lincoln Memorial de janvier 2019 : « Et à tous ceux qui ont été lésés et qui pensaient que cette publicité de Gillette était trop tournée pour faire honte aux hommes, après que nous venons de le voir prendre vie avec ces enfants affreux et leur sourire fétide harcelant cet homme âgé du centre commercial : allez vous faire foutre. »

### Publications
- Aol.com : how Steve Case beat Bill Gates, nailed the netheads, and made millions in the war for the web. New York: Random House International, 1999.    (ISBN 9780812931914), (OCLC 313499003)
- Kara Swisher; Lisa Dickey There must be a pony in here somewhere : the AOL Time Warner debacle and the quest for a digital future New York : Three Rivers Press, 2003.  (ISBN 9781400049646), (OCLC 58726021)

## Vie privée
Swisher a deux fils et est divorcée de son ex-épouse, Megan Smith, ancienne United States Chief Technology Officer, (directrice informatique des États-Unis). En 2011, Kara Swisher a failli perdre la vie lors d'un voyage à Hong Kong où elle s'est rendue à l'hôpital de toute urgence après avoir appris qu'elle souffrait d'un accident vasculaire cérébral, ce qui aurait été confirmé par les médecins qui l'ont sauvée. Elle a évoqué cette affaire dans un texte à la mémoire de Luke Perry (décédé en 2019 pour la même raison qui l’a presque tuée).

## Prix
- Prix Gerald Loeb en 2011 pour le blogging de « Liveblogging Yahoo Earnings Calls in 2010 (They're Funny!) »[20]